# Гекатомпедон

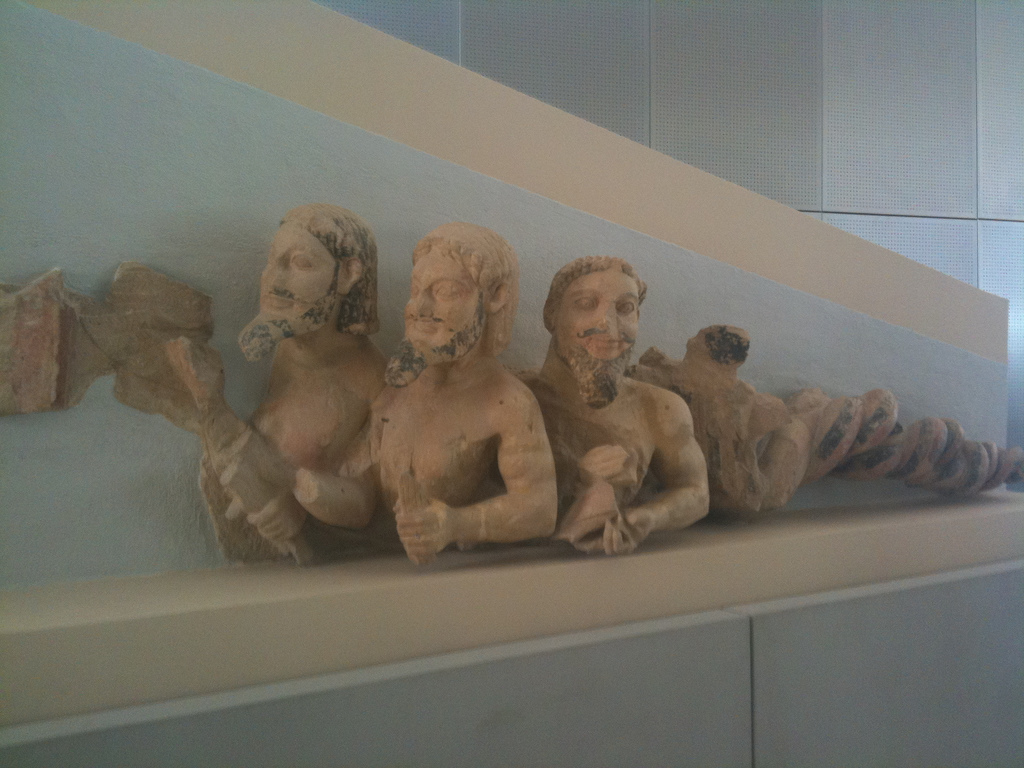
Трёхглавый змей — Тритопатор

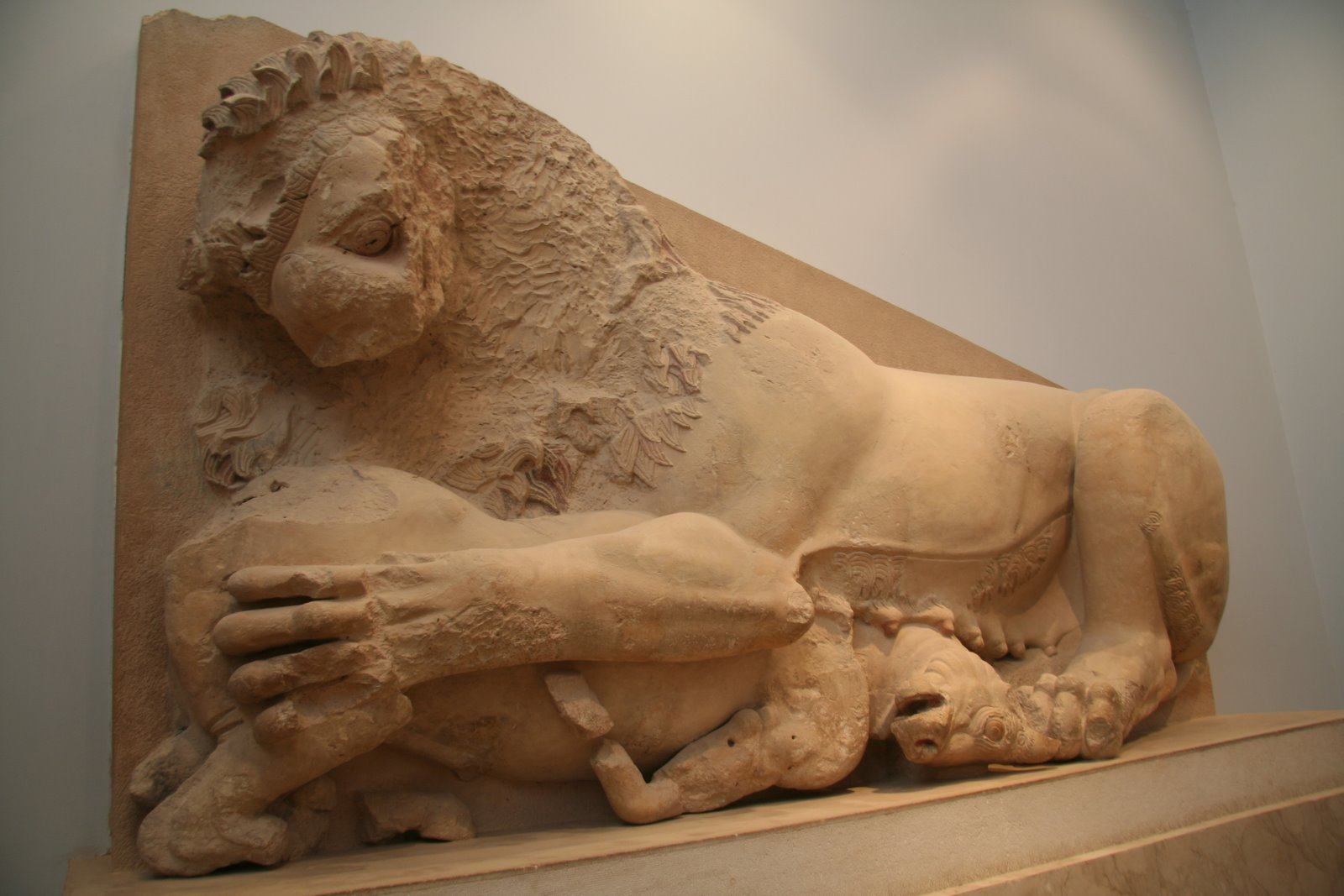
Центральная метопа фронтона Гекатомпедона, Новый музей Акрополя

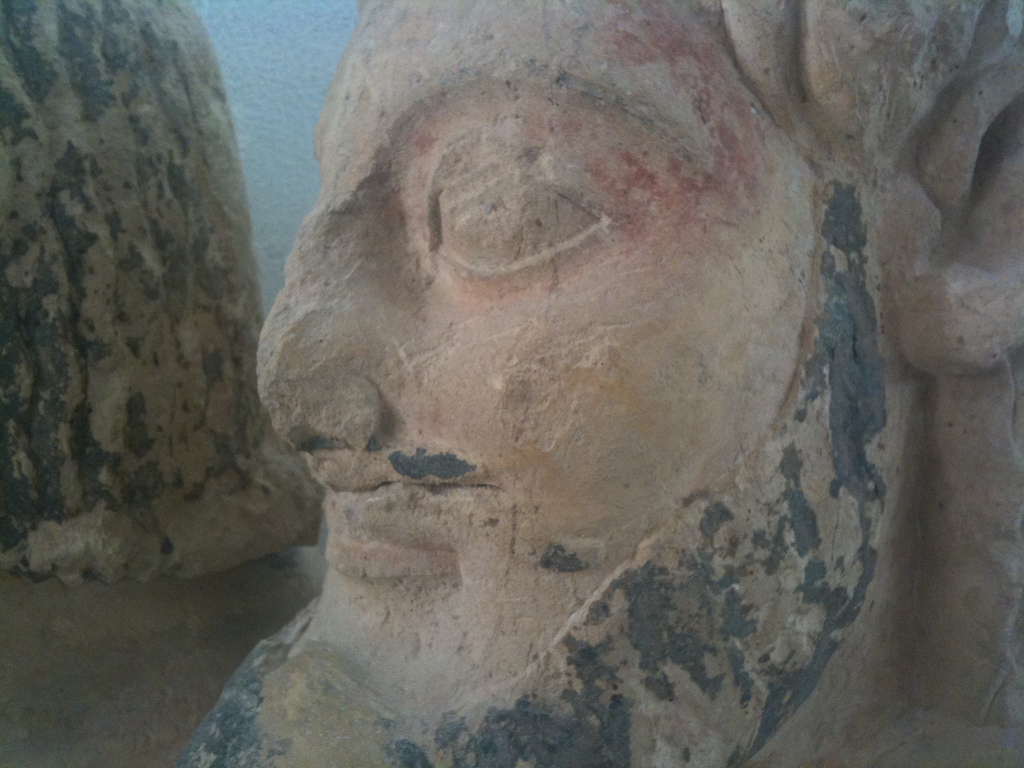
«Синяя борода»

Гекатомпе́дон (др.-греч. Εκατόμπεδος — стофутовый) — древнейший храм Афинского акрополя, посвящённый богине Афине, предшественник Парфенона.

## История
Гекатомпедон был построен в середине VI века до н. э. в период правления Писистрата в пределах территории ещё более древнего микенского царского дворца, датированного примерно XIV веком до н. э., он располагался напротив Пропилей. Своё условное название храм получил благодаря размерам наоса — 32,8 м (то есть 100 аттических футов) на 16,4 м (соответственно 50 аттических футов). Стофутовая мера в древнегреческой архитектуре имела мифологическое (охранительное) обоснование и служила основным модулем при пропорционировании многих древних сооружений.
Руины Гекатомпедона открыл во время раскопок в 1886 году немецкий археолог Вильгельм Дёрпфельд: сохранилось основание двух колонн мегарона. В конце XIX века обнаружили и скульптуры фронтонных композиций этого храма. Сюжеты изображений были заимствованы из древнегреческой мифологии. На левой метопе изображён Геракл, борющийся с морским чудовищем, получеловеком-полурыбой, огромным чешуйчатым Тритоном. Справа изображено крылатое фантастическое существо с тремя человеческими торсами со змеиными хвостами. Первая фигура сжимает в руке язык пламени, вторая — волнистую ленту, а третья держит на ладони птицы. Это символы трёх стихий — огня, воды и воздуха. Трёхглавый змей — Тритопатор — может олицетворять трёхглавого исполина Гериона или морского старца Протея, который мог принимать любой вид, или Тифона, дракона, рождённого в подземном мире, или Нерея, морского старца, покровителя моряков, что часто изображался сидящим на тритоне с водорослями в веках и волосах и трезубцем в руке. На центральной метопе изображён бык, которого раздирает лев.
Скульптуры Гекатомпедона выполнены из мягкого поросского известняка и хорошо сохранили яркие краски. Так, волосы на голове и бороде раскрашенное синими, глаза — зелёные, уши, губы и щёки — красным. Тела покрыты бледно-розовой краской. Змеиные хвосты расписаны красными и синими полосами. Одна из глав трёхглавого змея так и вошла в историю искусства под условным названием «Синяя Борода». Метопы Гекатомпедона экспонируются в Новом музее акрополя.
На месте разрушенного персами Гекатомпедона в честь богини Афины был построен Древний Парфенон, который затем оказался заменён современным Парфеноном.